# Popendorf
Popendorf (nemško Poppendorf) je naselje v Občini Grebinj v Okraju Velikovec na Koroškem v Avstriji.